# لارنت میلدان (۱۸۵۶)
لارنت میلدان (۱۸۵۶) (به انگلیسی: Laurent Millaudon (1856)) یک کشتی است که طول آن ۱۸۲ فوت (۵۵ متر) می‌باشد. این کشتی در سال ۱۸۵۶ ساخته شد.